# ピアノソナタ第2番 (ブラームス)
ピアノソナタ第2番（ピアノソナタだいにばん）嬰ヘ短調 作品2は、ヨハネス・ブラームスが1852年に作曲したピアノソナタ。

## 概要
1852年の11月に作曲され、番号は「第2番」とされているが実際には最初に書かれたものである（なお、第1番は自筆譜では「第4番」と記入されており、これらの他に破棄した2曲の存在が示唆される）。後に1854年に改訂され、改訂後はクララ・シューマンに献呈された。献呈に際してブラームスはシューマンに「私の2番目の作品に先生の奥様のお名前を使わせて頂いて差し支えはありませんか」と問い合わせたと伝えられている。初演は1855年の12月に行われた。
先輩作曲家たちの跡を追って試行錯誤している様子が窺え、特にベートーヴェン後期の非ピアノ的な書法とロマン的な叙情の影響が認められると同時に、それらが未整理のまま表現されていることで筆頭に挙げられる作品である。またブラームス独特の感性や演奏技巧など、ブラームスの個性が率直に表現されている。また、第1番同様、曲冒頭の主題の各楽章との関連が指摘されている。

## 構成
4楽章の構成で、演奏時間は約27分。
- 第1楽章 Allegro ma non troppo ma energico
嬰ヘ短調、4分の3拍子。ソナタ形式。
和音によるマッシブな第1主題が提示され、アルペッジョ主体の経過句を経て嬰ハ短調の第2主題がオクターブでカノン風に提示される。展開部、再現部を経て第2主題によるコーダへ移行し、最後はピウ・モッソで閉じられる。楽章全体において第4音を半音上げたリディア旋法が用いられている。

- 第2楽章 Andante con espressione
ロ短調、4分の2拍子。
ピアノソナタ第1番の第2楽章と同様、ドイツの古い中世のミンネ・リート（または民謡）「私は辛い（Mir ist leide.）」を主題として、自由で幻想的な3つの変奏曲が続く。

- 第3楽章 Scherzo（Allegro）
ロ短調、8分の6拍子。三部形式。
主部は第2楽章の主題の変形による。トリオはポコ・ピウ・モデラート、ニ長調となる。主部再現を経て後にピアノ協奏曲第1番の第1楽章で登場するオクターブのトリルが登場し、トリオによるコーダで閉じられる。

- 第4楽章 Finale（Sosutenuto‐Allegro non troppo e rubato）
嬰ヘ短調、4分の4拍子。序奏の付いたソナタ形式。
イ長調の自由な序奏の後、序奏冒頭による第1主題、イ短調の第2主題を経て長い和音の連続から展開部へ入る。序奏が短く再現した後に再現部となる。第1主題は元調、第2主題は嬰ヘ長調。その後は転調の末にテンポを落としてモルト・ソステヌート、嬰ヘ長調のコーダとなり、音階の連続を経て力強く締めくくられる。